# مویالی
مویالی (به لاتین: Moyale) یک منطقهٔ مسکونی در اتیوپی است. مویالی ۱۳۴٬۳۱۴ نفر جمعیت دارد و ۱٬۰۹۰ متر بالاتر از سطح دریا واقع شده‌است.